# Reichskommissariat Ostland
El reichskommissariat Ostland fue el nombre alemán de la unidad administrativa territorial que agrupaba varios países y regiones ocupados por la Alemania nazi en Europa del Este durante la Segunda Guerra Mundial. La provincia de Ostland fue formada al consolidarse el avance de las tropas nazis tras la operación Barbarroja en 1941 y comprendía los países bálticos (Estonia, Letonia y Lituania), varias regiones del este de Polonia, y zonas occidentales de Bielorrusia, Ucrania y Rusia que hasta entonces se encontraban bajo el control o soberanía de la Unión Soviética.
También fue conocido bajo el nombre inicial de reichskommissariat Baltenland ("Tierras bálticas"). La organización política de este territorio, después de un periodo inicial de administración militar tras la conquista, nominalmente pasó a estar bajo la autoridad del Ministerio del Reich para los Territorios Ocupados del Este (reichsministerium für die besetzten Ostgebiete o RMfdbO) liderado por el ideólogo nazi Alfred Rosenberg, aunque pronto pasó a ser dirigido por el nuevo reichskommissar Hinrich Lohse.
El principal objetivo político que el ministerio establece para el Este, en el marco de las políticas Nacionalsocialistas establecidas por Adolf Hitler, pasaba por el completo exterminio de las poblaciones judías, el asentamiento de alemanes étnicos y la expulsión o germanización entre la población local. Mediante el uso de los Einsatzgruppen A y B, más de un millón de judíos fueron asesinados en el reichskommissariat Ostland. Las políticas de germanización, planteadas sobre las bases del Generalplan Ost, acabarían siendo llevadas a cabo a través de una serie de edictos especiales y las líneas maestras de los planes generales para Ostland. Ostland no debe confundirse con el Ober Ost, entidad alemana que jugó un papel similar en los países bálticos durante el periodo de la Primera Guerra Mundial.

## Historia

### Antecedentes

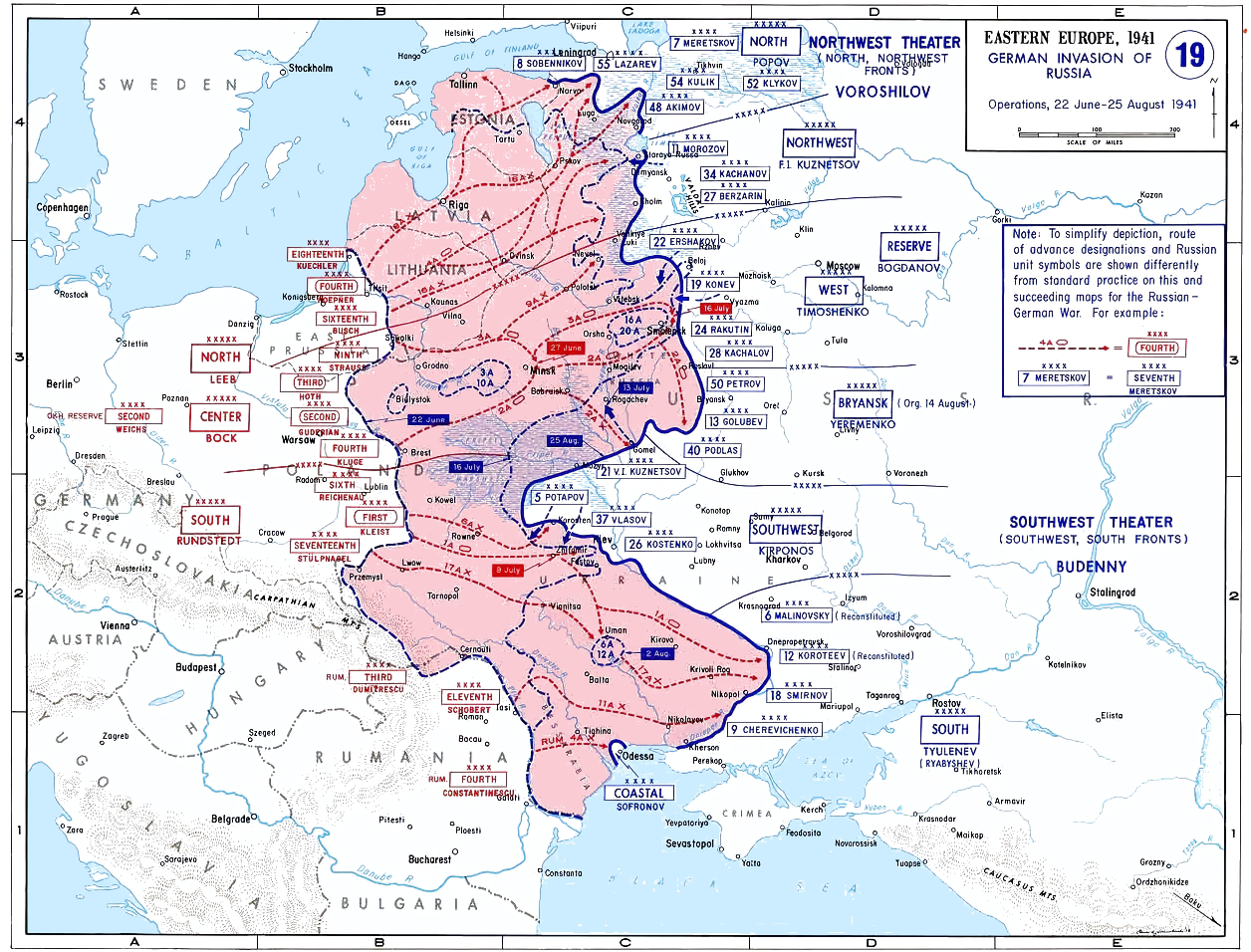
Avances alemanes durante las primeras semanas de la Operación Barbarroja (1941).

Antes del verano de 1941 el ministro del Reich para los Territorios Ocupados del Este (reichsminister fur die besetzten Ostgebiete), Alfred Rosenberg, tenía previsto usar el término Baltenland ("Tierras Bálticas") para un área que eventualmente sería conocida como Ostland. Otto Bräutigam, importante colaborador de Rosenberg en aquellos momentos, se opuso a la esta idea. En una declaración hecha tiempo después, este argumentó que Rosenberg era un Alemán báltico y su iniciativa se hallaba fuertemente influenciada por sus "amigos bálticos". No obstante otro importante colaborador de Rosenberg, Georg Leibbrandt, opinó en contra de Bräutigam y argumentó que sería más fácil de ganar la simpatía de los Pueblos bálticos si se empleaba su propia terminología.

### Tras la Operación Barbarroja
Después del comienzo de la invasión alemana de la Unión Soviética, vastas zonas del este fueron conquistadas por las fuerzas alemanas. Al comienzo estas áreas quedaron bajo ocupación militar de las autoridades de la Wehrmacht pero, tan pronto como la situación militar lo permitió, se fue instituyendo una nueva administración bajo dirección alemana que se encargase de estos territorios. Un decreto de Hitler con fecha de 17 de julio de 1941 estableció la creación de los reichskommissariates en el Este, como unidades administrativas del Gran Reich Alemán (Großdeutsches Reich). La estructura de los reichskommissariates también quedó definida en el mismo decreto. Cada uno de estos territorios estaría liderado por un gobernador civil alemán bajo el título de Reichskommissar, nombrados por Hitler y responsables ante él mismo exclusivamente. El oficial nombrado para hacerse cargo de Ostland (Der Reichskommissar für das Ostland) fue Hinrich Lohse, el entonces Oberpräsident y Gauleiter de Schleswig-Holstein. 
Sin embargo, la autoridad ministerial de Rosenberg quedó en la práctica severamente limitada. Para el mes de septiembre, la administración civil decretada anteriormente ya se encontraba establecida y regulada. El 1 de abril de 1942 un arbeitsbereich (lit. "esfera laboral") fue establecido en las partes civil-administrativas de los territorios soviéticos ocupados, lo que conllevó que Lohse gradualmente fuera reduciendo sus contactos con Rosenberg, prefiriendo despachar directamente con Hitler, Martin Bormann y la Cancillería del Partido.

### Planes alemanes

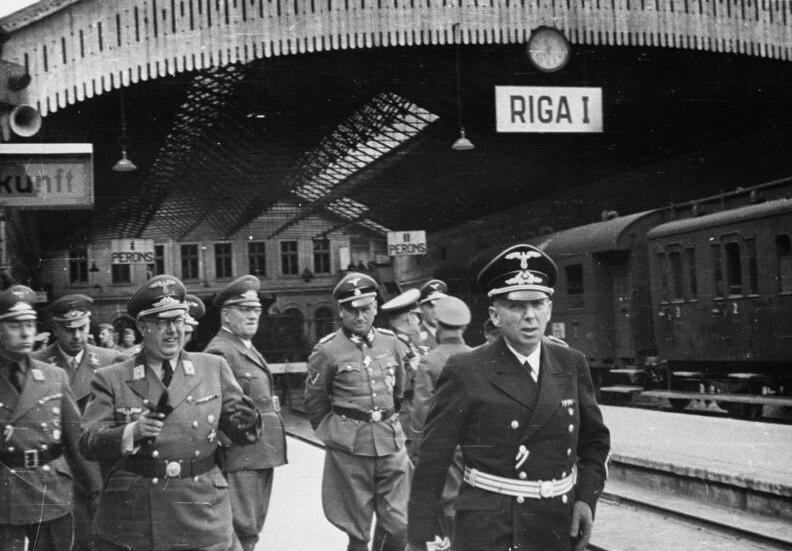
El Reichskommissar Hinrich Lohse (tercero por la izquierda) junto a otros oficiales alemanes en la Estación Central de Riga, el 15 de febrero de 1944.

A corto plazo, los objetivos políticos de Ostland diferían de otras regiones como Ucrania, el  Cáucaso o Moscú. Los tierras Bálticas, que iban a ser unidos con Bielorrusia (para servir como un espacioso hinterland de las zonas costeras), serían reorganizados en un Protectorado germanizado antes de su prevista unión con la propia Alemania en un futuro cercano. Rosenberg argumentaba que estas tierras poseían un carácter fundamental europeo, resultado de 700 años de dominio sueco, danés y alemán, y por tanto deberían proporcionar a Alemania con "Lebensraum", una opinión compartida por Hitler y otros líderes nazis. Los Bielorrusos, sin embargo, eran considerados por los especialistas del RMfdbO como "pequeños y endebles campesiones" que vivían en la "indiferencia folclórica", aunque también "el más inofensivo y por ello el menos peligroso (para los alemanes) de todos los pueblos en el Espacio Oriental" y un objetivo ideal de explotación. Rosenberg argumentaba que Bielorrusia podría ser en el futuro un área de recepción apropiada de diversos elementos "no deseados" de la población báltica y del Gobierno General en la Polonia ocupada. También coqueteó con la idea de convertir el país en una reserva natural.
El régimen nazi planeaba fomentar en la región los asentamientos de alemanes durante la posguerra, viendo esta como una tierra tradicionalmente habitada por poblaciones germánicas (rememorando los tiempos de la Orden Teutónica o de las Cruzadas bálticas) que habían sido invadidos por los eslavos. Durante la contienda en la provincia de Pskov se establecieron una serie de alemanes étnicos que se trasladó de Rumanía junto a unos pocos colonos holandeses. El asentamiento de colonos holandeses fue auspiciado por la Nederlandsche Oost-Compagnie, una organización germano-holandesa. Estaba previsto que los topónimos históricos alemanes serían mantenidos (o introducidos) para numerosas ciudades bálticas, como Reval (Tallin), Kauen (Kaunas) o Dünaburg (Daugavpils), así como otras muchas. Con el objetivo de subrayar la planificada incorporación de la región al Reich alemán, algunos ideólogos nazis habían propuesto el futuro uso de nombres como Peipusland para renombrar a Estonia o Dünaland para Letonia para cuando se hubieran integrado en Alemania. La antigua ciudad rusa de Novgorod, el más oriental puesto comercial extranjero de la Liga Hanseática, sería renombrado como Holmgard.
Durante la ocupación las autoridades alemanes publicaron un periódico "local" en lengua alemana, el Deutsche Zeitung im Ostland (el Periódico alemán en Ostland).

### El final
Entre 1943 y 1944 el Ejército Rojo recuperó gradualmente el territorio perdido en su avance contra los alemanes, aunque las fuerzas de la Wehrmacht lograron mantener una pequeña franja territorial en la Bolsa de Curlandia. Con el final de la guerra en Europa y la derrota de la Alemania nazi en 1945, el reichskommissariat dejó definitivamente de existir. 

## Organización político-administrativa
El reichskommissariat Ostland estaba sub-dividido en cuatro "Regiones generales" (Generalbezirke), deniminados Estonia, Letonia, Lituania y Rutenia Blanca (Bielorrusia), lideradas a su vez por un Comisario General (Generalkommissar). Los tres estados bálticos se dividían a su vez en "distritos" (Kreisgebiete), los cuales eran agrupados en "Distritos principales" (Hauptgebiete), mientras que Bielorrusia se componía sólo de los distritos inferiores. Los territorios conquistados más hacia el este quedarían bajo control militar durante el resto de la guerra. La intención era incluir estos territorios en una futura extensión que estaba prevista para el reichskommissariat, en la que se preveía la incorporación de Ingria ( Ingermannland), así como los territorios de Smolensk, Pskov y Nóvgorod. La nueva frontera oriental de Estonia estaba planeado que se extendiera hasta la línea Leningrado-Nóvgorod, con el Lago Ilmen y el río Volkhov formando la nueva frontera oriental de este país báltico, mientras que Letonia llegaría hasta la región de Velíkiye Luki. Bielorrusia estaba previsto que se extendiese hacia el este, incluyendo el área de Smolensk.
La administración local del reichskommissariat Ostland estaba liderada por el reichskommissar Hinrich Lohse. Debajo de él existía una compleja jerarquía administrativa: los generalkomissar dirigían cada generalbezirk, mientras que los hauptkommissars y los gebietskommissars administraban los hauptgebieten y los kreisgebieten, respectivamente. El centro administrativo para toda la región, y también sede del reichskommissar, en encontraba en la ciudad de Riga (antigua Letonia).

### Generalbezirk Estland(Estonia)

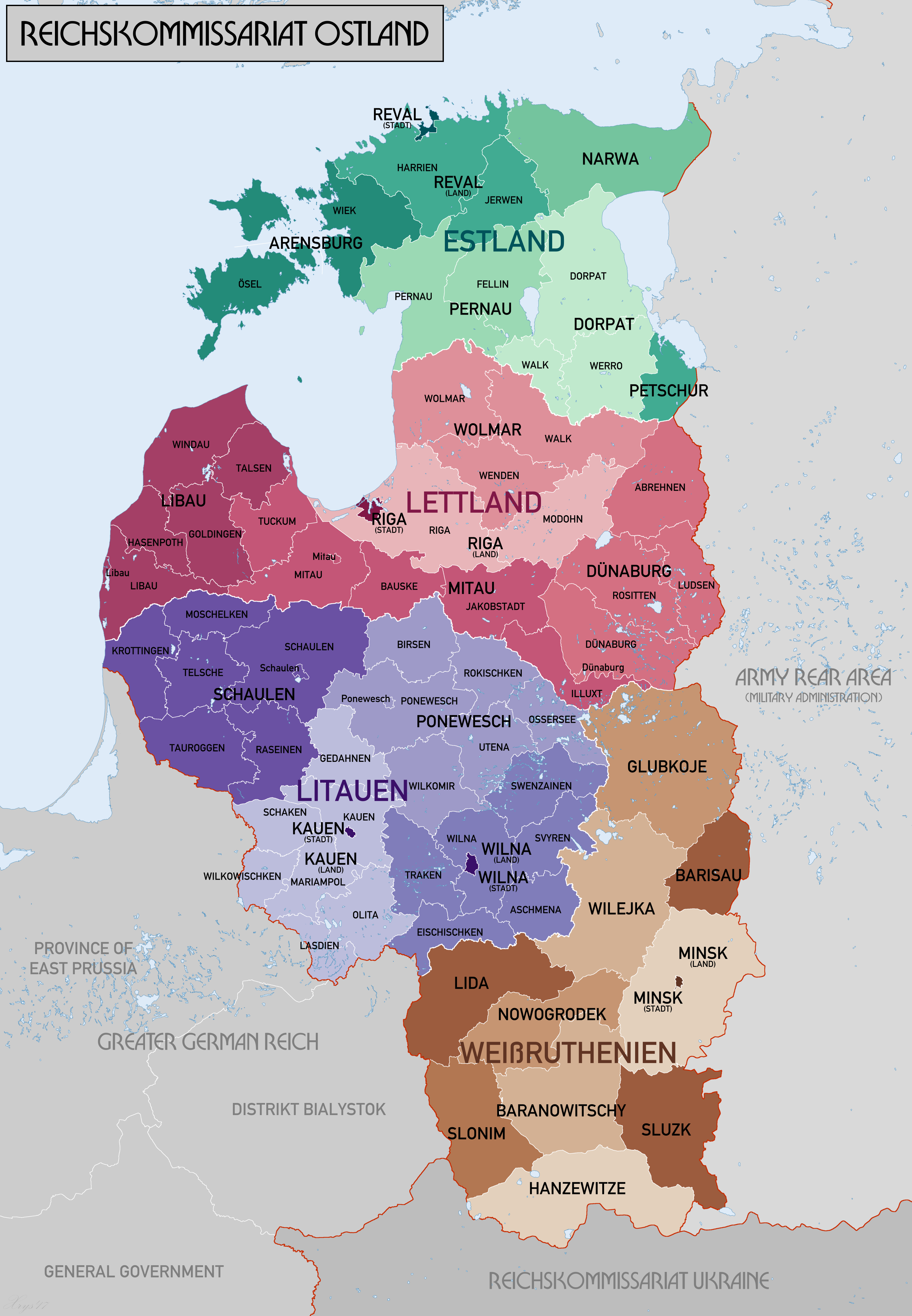
Divisiones administrativas del Reichskommissariat Ostland.

Con capital administrativa en Reval (Tallin), durante toda su existencia estuvo dirigido por el generalkommissar Karl-Siegmund Litzmann. A sí mismo, estaba dividido en cinco gebietskommissariate:
- Gebietskommissariat Arensburg
- Gebietskommissariat Dorpat
- Gebietskommissariat Pernau
- Gebietskommissariat Petschur
- Gebietskommissariat Wesenberg

### Generalbezirk Lettland(Letonia)
Con capital administrativa en Riga, durante toda su existencia estuvo dirigido por el Generalkommissar Otto-Heinrich Drechsler.
Subdivided into five Gebietskommissariate:
- Gebietskommissariat Dünaburg
- Gebietskommissariat Libau
- Gebietskommissariat Mitau
- Gebietskommissariat Riga
- Gebietskommissariat Wolmar

### Generalbezirk Litauen(Lituania)
Con capital administrativa en Kauen (Kaunas), durante toda su existencia estuvo dirigido por el Generalkommissar Theodor Adrian von Renteln. Se encontraba subdividido en 4 Gebietskommissariate:
- Gebietskommissariat Kauen
- Gebietskommissariat Ponewesch
- Gebietskommissariat Schaulen
- Gebietskommissariat Wilna

### Generalbezirk Weißruthenien(Bielorrusia)
La capital administrativa se encontraba en Minsk y estuvo dirigido por los Generalkommissar Wilhelm Kube (1941-1943) y Curt von Gottberg (1943-1944). A su vez, estaba subdividido en 9 Gebietskommissariat: 
- Gebietskommissariat Baranowitsche
- Gebietskommissariat Ganzewitchi
- Gebietskommissariat Lida
- Gebietskommissariat Glubokoye
- Gebietskommissariat Minsk
- Gebietskommissariat Nowogródek
- Gebietskommissariat Slonim
- Gebietskommissariat Wesenberg
- Gebietskommissariat Wilejka

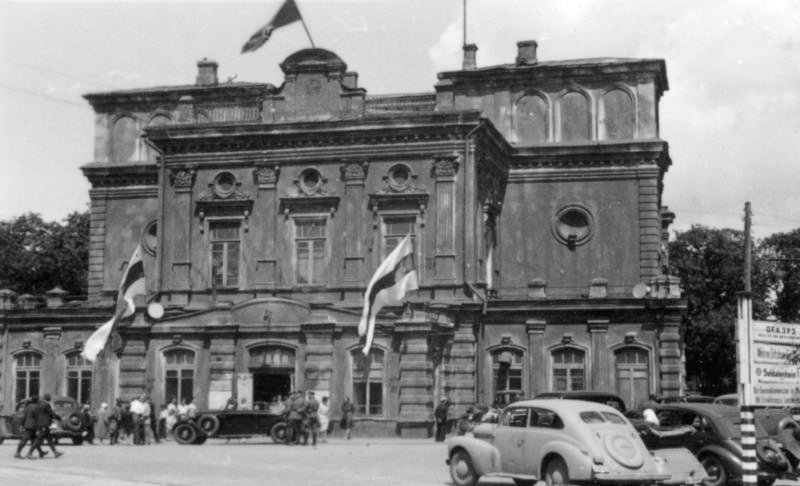
Inauguración de la sede de la Rada Central Bielorrusa en Minsk, en junio de 1943.

En marzo de 1943 las autoridades alemanas permitieron la creación de la Rada Central Bielorrusa, un organismo autónomo colaboracionista que existió al mismo tiempo que la Administración civil alemana. El 1 de abril de 1944 el Generalbezirk Weißruthenien fue separado del Reichskommissariat Ostland y quedó bajo control directo del Ministerio del Reich para los Territorios Ocupados del Este.